# Achaetica narynensis
Achaetica narynensis är en insektsart som beskrevs av Alexander Fyodorovich Emeljanov 1979. Achaetica narynensis ingår i släktet Achaetica och familjen dvärgstritar. Inga underarter finns listade i Catalogue of Life.